# 德米特里·里亚贝舍夫
德米特里·伊万诺维奇·里亚贝舍夫（俄语：Дми́трий Ива́нович Ря́бышев，1894年2月11日（23日）—1985年11月18日）苏联陆军中将，1917年加入布尔什维克党。
苏德战争时期，担任第8军军长；后升任南方方面军（下辖第12、第18、第9集团军）的司令员，参加顿巴斯战役。